# Plagiognathus fulvidus
Plagiognathus fulvidus är en insektsart som beskrevs av Knight 1923. Plagiognathus fulvidus ingår i släktet Plagiognathus och familjen ängsskinnbaggar. Inga underarter finns listade i Catalogue of Life.